# Paratrigona
Paratrigona (лат.) — род безжальных пчёл из трибы Meliponini семейства Apidae. Не используют жало при защите. Хотя жало у них сохранилось, но в сильно редуцированном виде. Эндемики Нового Света.

## Распространение
Неотропика: от Мексики до Аргентины.

## Классификация
Около 30 видов. Первоначально таксон был описан в 1938 году энтомологом H. F. Schwarz в качестве подрода рода Trigona.
- Paratrigona anduzei (Schwarz, 1943)
- Paratrigona catabolonota Camargo & Moure, 1994
- Paratrigona compsa Camargo & Moure, 1994
- Paratrigona crassicornis Camargo & Moure, 1994
- Paratrigona eutaeniata Camargo & Moure, 1994
- Paratrigona euxanthospila Camargo & Moure, 1994
- Paratrigona myrmecophila Moure, 1989
- Paratrigona prosopiformis (Gribodo, 1893) typus
- Paratrigona uwa Gonzalez & Vélez, 2007
- Другие виды